# Asynapta citrinae
Asynapta citrinae är en tvåvingeart som beskrevs av Ephraim Porter Felt 1932. Asynapta citrinae ingår i släktet Asynapta och familjen gallmyggor.
Artens utbredningsområde är Puerto Rico. Inga underarter finns listade i Catalogue of Life.